# Ecuador TV
Pour les articles homonymes, voir Ecuador (homonymie).
Ecuador TV - Televisión Pública (ECTV) est une chaîne de télévision publique équatorienne. Lancée le 26 octobre 2007, elle voit le jour grâce à une aide non-remboursable de 5 millions de dollars de la Banque de développement social et économique du Venezuela (BANDES). Sa mise en service correspond à l'installation de l'Assemblée constituante, dont les sessions sont retransmises en direct dans tout le pays. Ecuador TV est diffusée sur le réseau hertzien national et est reprise par différents câblo-opérateurs. La chaîne est également disponible par satellite aux États-Unis (bouquet DirecTV).
Elle est la première chaine de télévision publique de l'histoire du pays.
Les émissions de Ecuador TV débutent le 29 novembre 2007, à l'occasion de l'installation de l'Assemblée constituante, qui siège à Ciudad Alfaro, Montecristi, province de Manabí. La phase de tests prend fin au mois de mars 2008, et le 1er avril, Ecuador TV commence ses émissions régulières. Les programmes débutent à 5 heures 27 par l'hymne national, interprété par l'Orchestre symphonique national de l'Équateur, sous la direction de Álvaro Manzano, immédiatement suivi par une vidéo présentant les programmes de la chaîne.
Ecuador TV est une chaîne de format généraliste. Sa grille des programmes se compose de bulletins d'information, de débats, de magazines, de documentaires, de dessins animés (productions européennes et américaines, à la suite notamment d'un accord avec les studios Disney) et de retransmissions sportives. Certaines des émissions diffusées par la chaîne sont acquises auprès de producteurs internationaux comme Discovery Channel, TV5 Monde, la BBC, la TVE ou encore la chaîne pan-latino-américaine Telesur.

### Sources et références
1. ↑  « Le retour des pieuvres médiatiques », sur Le Monde diplomatique, 1er juillet 2019

- (es) Cet article est partiellement ou en totalité issu de l’article de Wikipédia en espagnol intitulé « Ecuador TV » (voir la liste des auteurs).